# Chorthippus
Chorthippus este un gen mare de lăcuste acridide cu aproximativ 190 de specii descrise. Genul poate fi împărțit în subgenuri, printre care: Altichorthippus, Chorthippus și Glyptobothrus, cu alte specii care nu sunt clasificate în aceste categorii.

## Specii
Orthoptera Species File enumeră:
- Chorthippus abchasicus
- Chorthippus acroleucus
- Chorthippus aethalinus
- Chorthippus albomarginatus - tip taxonomic (ca Acrydium albomarginatum De Geer = C. albomarginatus albomarginatus)
- Chorthippus albonemus
- Chorthippus almoranus
- Chorthippus alxaensis
- Chorthippus amplilineatus
- Chorthippus amplimedilocus
- Chorthippus amplintersitus
- Chorthippus angulatus
- Chorthippus anomopterus
- Chorthippus antennalis
- Chorthippus apricarius
- Chorthippus aroliumulus
- Chorthippus atridorsus
- Chorthippus badachshani
- Chorthippus badius
- Chorthippus barbipes
- Chorthippus bellus
- Chorthippus biguttulus
- Chorthippus bilineatus
- Chorthippus bozdaghi
- Chorthippus brachypterus
- Chorthippus brevicornis
- Chorthippus brevipterus
- Chorthippus brunneus
- Chorthippus bruttius
- Chorthippus bucharicus
- Chorthippus burripes
- Chorthippus caliginosus
- Chorthippus campestris
- Chorthippus caporiaccoi
- Chorthippus cavilosus
- Chorthippus changbaishanensis
- Chorthippus changtunensis
- Chorthippus chapini
- Chorthippus chayuensis
- Chorthippus chinensis
- Chorthippus cialancensis
- Chorthippus conicaudatus
- Chorthippus curtipennis
- Chorthippus cypriotus
- Chorthippus daihinganlingensis
- Chorthippus daitongensis
- Chorthippus daixianensis
- Chorthippus darvazicus
- Chorthippus davatchii
- Chorthippus daweishanensis
- Chorthippus deginensis
- Chorthippus dichrous
- Chorthippus dierli
- Chorthippus dirshi
- Chorthippus dorsatus
- Chorthippus escalerai
- Chorthippus ezuoqiensis
- Chorthippus fallax
- Chorthippus ferghanensis
- Chorthippus flavabdomenus
- Chorthippus flavitibias
- Chorthippus flexivenus
- Chorthippus foveatus
- Chorthippus gansuensis
- Chorthippus geminus
- Chorthippus genheensis
- Chorthippus giganteus
- Chorthippus gongbuensis
- Chorthippus gongshanensis
- Chorthippus grahami
- Chorthippus guandishanensis
- Chorthippus haibeiensis
- Chorthippus halawuensis
- Chorthippus hammarstroemi
- Chorthippus heilongjiangensis
- Chorthippus helanshanensis
- Chorthippus hemipterus
- Chorthippus hengshanensis
- Chorthippus himalayanus
- Chorthippus hirtus
- Chorthippus horginensis
- Chorthippus horvathi
- Chorthippus hsiai
- Chorthippus hunanensis
- Chorthippus hyalinus
- Chorthippus hyrcanus
- Chorthippus ilkazi
- Chorthippus indus
- Chorthippus ingenitzkii
- Chorthippus intermedius
- Chorthippus jachontovi
- Chorthippus jacobsoni
- Chorthippus jilinensis
- Chorthippus jishishanensis
- Chorthippus johnseni
- Chorthippus jucundus
- Chorthippus jutlandica
- Chorthippus karatavicus
- Chorthippus karateghinicus
- Chorthippus keshanensis
- Chorthippus ketmenicus
- Chorthippus kirghizicus
- Chorthippus kiyosawai
- Chorthippus kusnetsovi
- Chorthippus labaumei
- Chorthippus lacustris
- Chorthippus latilifoveatus
- Chorthippus latipennis
- Chorthippus latisulcus
- Chorthippus leduensis
- Chorthippus longicornus
- Chorthippus longisonus
- Chorthippus loratus
- Chorthippus louguanensis
- Chorthippus luminosus
- Chorthippus maerkangensis
- Chorthippus maracandicus
- Chorthippus markamensis
- Chorthippus minutus
- Chorthippus mistshenkoi
- Chorthippus mollis
- Chorthippus monilicornis
- Chorthippus muktinathensis
- Chorthippus multipegus
- Chorthippus neipopennis
- Chorthippus nemus
- Chorthippus nepalensis
- Chorthippus nevadensis
- Chorthippus nigricanivenus
- Chorthippus ningwuensis
- Chorthippus nudus
- Chorthippus occidentalis
- Chorthippus oreophilus
- Chorthippus oschei
- Chorthippus parvulus
- Chorthippus pascuus
- Chorthippus pavlovskii
- Chorthippus peipingensis
- Chorthippus peneri
- Chorthippus pilipes
- Chorthippus plotnikovi
- Chorthippus pullus
- Chorthippus pygmaeus
- Chorthippus qilianshanensis
- Chorthippus qingzangensis
- Chorthippus robustus
- Chorthippus rubensabdomenis
- Chorthippus ruficornus
- Chorthippus rufifemurus
- Chorthippus rufipennis
- Chorthippus rufitibis
- Chorthippus saitzevi
- Chorthippus sanlanggothis
- Chorthippus satunini
- Chorthippus savalanicus
- Chorthippus saxatilis
- Chorthippus scalaris
- Chorthippus separatanus
- Chorthippus shantariensis
- Chorthippus shantungensis
- Chorthippus shenmuensis
- Chorthippus shennongjianensis
- Chorthippus shumakovi
- Chorthippus similis
- Chorthippus songoricus
- Chorthippus squamopennis
- Chorthippus supranimbus
- Chorthippus syriacus
- Chorthippus szijji
- Chorthippus tadzhicus
- Chorthippus taiyuanensis
- Chorthippus tianshanicus
- Chorthippus tiantengensis
- Chorthippus tibetanus
- Chorthippus transalajicus
- Chorthippus turanicus
- Chorthippus unicubitus
- Chorthippus uvarovi
- Chorthippus vagans
- Chorthippus vicinus
- Chorthippus wuyishanensis
- Chorthippus xiangchengensis
- Chorthippus xiningensis
- Chorthippus xueshanensis
- Chorthippus xunhuaensis
- Chorthippus yanmenguanensis
- Chorthippus yanyuanensis
- Chorthippus yuanmowensis
- Chorthippus yuanshanensis
- Chorthippus yulingensis
- Chorthippus yunnanensis
- Chorthippus yunnaneus
- Chorthippus zaitsevi
- Chorthippus zhengi